# Temporada 2006 del Intercontinental Rally Challenge
La temporada 2006 fue la edición 1º del Intercontinental Rally Challenge. Inicialmente el campeonato se llamó International Rally Challenge. La temporada inaugural constaba solo de cuatro pruebas comenzando el 26 de mayo en el Zulu Rally y finalizando en el Rally de San Remo el 16 de septiembre. El vencedor fue el italiano Giandomenico Basso.

## Calendario
| N.º | Fecha               | Rally                            | Superficie | Info.      |
| --- | ------------------- | -------------------------------- | ---------- | ---------- |
| 1   | 26-27 de mayo       | 35. Zulu Rally South Africa      | Tierra     | Resultados |
| 2   | 23–24 de junio      | 42. Belgium Ypres Westhoek Rally | Asfalto    | Resultados |
| 3   | 3–5 de agosto       | 47. Rali Vinho da Madeira        | Asfalto    | Resultados |
| 4   | 14–16 de septiembre | 48.º Rally de San Remo           | Asfalto    | Resultados |

## Equipos
| Equipo                   | Vehículo                       | Piloto               | Copiloto         | Rondas |
| ------------------------ | ------------------------------ | -------------------- | ---------------- | ------ |
| Bandera de ?             | Fiat Abarth Grande Punto S2000 | Giandomenico Basso   | Mitia Dotta      | 2-3    |
| Bandera de ?             | Fiat Abarth Grande Punto S2000 | Paolo Andreucci      | Anna Andreussi   | 4      |
| Neil Allport Motorsports | Mitsubishi Lancer Evo VIII     | Alister McRae        | Gordon Noble     | 1      |
| Island Motorsport        | Subaru Impreza STi N12         | Andrea Aghini        | Dario D'Esposito | 4      |
| Mitsubishi Galp          | Mitsubishi Lancer Evo IX       | Armindo Araujo       | Miguel Ramalho   | 3      |
| Autostal Duindistel      | Renault Clio S1600             | Kris Princen         | Eddy Chevaillier | 2      |
| Bandera de ?             | Renault Clio S1600             | Simon Jean-Joseph    | Jack Boyère      | 3-4    |
| Volkswagen Racing        | Volkswagen Polo S2000          | Enzo Kuun            | Guy Hodgson      | 1      |
| Peugeot Sport España     | Peugeot 206 S1600              | Enrique García Ojeda | Jordi Barrabés   | 2-4    |
| Peugeot Total            | Peugeot 206 S1600              | Bruno Magalhães      | Paulo Grave      | 3      |
| F.P.F. Sport             | Peugeot 206 S1600              | Renato Travaglia     | Lorenzo GRanai   | 3      |
| Ralliart Italia          | Mitsubishi Lancer Evo IX       | Renato Travaglia     | Lorenzo GRanai   | 4      |

## Resultados

### Campeonato de pilotos
| Pos. | Piloto               | RSA | YPR | MAD | ITA | Pts |
| ---- | -------------------- | --- | --- | --- | --- | --- |
| 1    | Giandomenico Basso   |     | 1   | 1   |     | 20  |
| 2    | Alister McRae        | 1   |     |     |     | 10  |
| 2    | Paolo Andreucci      |     |     |     | 1   | 10  |
| 4    | Enzo Kuun            | 2   |     |     |     | 8   |
| 4    | Kris Princen         |     | 2   |     |     | 8   |
| 4    | Armindo Araujo       |     |     | 2   |     | 8   |
| 4    | Andrea Aghini        |     |     |     | 2   | 8   |
| 8    | Simon Jean-Joseph    |     |     | 5   | 5   | 8   |
| 9    | Renato Travaglia     |     |     | 8   | 3   | 7   |
| 10   | Etienne Lourens      | 3   |     |     |     | 6   |
| 10   | Larry Cols           |     | 3   |     |     | 6   |
| 10   | Fernando Peres       |     |     | 3   |     | 6   |
| 13   | Robbie Head          | 4   |     |     |     | 5   |
| 13   | Freddy Loix          |     | 4   |     |     | 5   |
| 13   | Bruno Magalhães      |     |     | 4   |     | 5   |
| 13   | Piero Longhi         |     |     |     | 4   | 5   |
| 17   | Hergen Fekken        | 5   |     |     |     | 4   |
| 17   | Bernd Casier         |     | 5   |     |     | 4   |
| 19   | Fernando Rueda       | 6   |     |     |     | 3   |
| 19   | Urmo Aava            |     | 6   |     |     | 3   |
| 19   | Gilles Panizzi       |     |     | 6   |     | 3   |
| 19   | Andrea Navarra       |     |     |     | 6   | 3   |
| 23   | Nicholas Ryan        | 7   |     |     |     | 2   |
| 23   | Enrique García Ojeda |     | 7   | Ret | 13  | 2   |
| 23   | Filipe Freitas       |     |     | 7   |     | 2   |
| 23   | Denis Colombini      |     |     |     | 7   | 2   |
| 27   | Jean-Pierre Damseaux | 8   |     |     |     | 1   |
| 27   | Bob Colsoul          |     | 8   |     |     | 1   |
| 27   | Luca Rossetti        |     |     |     | 8   | 1   |

| Color     | Resultado                                              |
| Oro       | Ganador                                                |
| Plata     | 2ª plaza                                               |
| Bronce    | 3ª plaza                                               |
| Verde     | Finalizó (diez primeros)                               |
| Azul      | Finalizó                                               |
| Violeta   | No terminó (Ret)                                       |
| Negro     | Descalificado (DES)                                    |
| Blanco    | No empezó (DNS)                                        |
| Blanco    | Excluido (EX)                                          |
| Blanco    | Lesionado (LES)                                        |
| Sin color | No participó                                           |
| x1        | Puntos extra                                           |
| (x)       | Entre paréntesis, puntos no computables para el total. |